# Rules (The Whitest Boy Alive)
Rules è il secondo album pubblicato dai The Whitest Boy Alive.

## Tracce
1. Keep A Secret
2. Intentions
3. Courage
4. Timebomb
5. Rollercoaster Ride
6. High On the Heels
7. 1517
8. Gravity
9. Promise Less Or Do More
10. Dead End
11. Island